# وستیا فوتیدا
وستیا فوتیدا (نام علمی: Vestia foetida) نام یک گونه از تیره بادنجانیان است.